# Joseph L. Taylor
Joseph Lawrence Taylor (* 7. April 1941; † 28. Juli 2016 in Salt Lake City, Utah) war ein US-amerikanischer Mathematiker.

## Leben und Wirken
Taylor studierte an der Louisiana State University, wo er 1963 seinen Bachelor of Science erwarb und 1964 zum Ph.D. promoviert wurde. Sein Doktorvater war Pasquale Porcelli. Von 1964 bis 1965 war er Dozent an der Harvard University. 1965 wechselte er an die University of Utah, wo er anfangs Assistant Professor war, später Associate Professor und 1971 voller Professor wurde. 1969 wurde er Forschungsstipendiat der Alfred P. Sloan Foundation (Sloan Research Fellowship). 1975 erhielt er für seine Arbeit Measure algebras den Leroy P. Steele Prize. Von 1979 bis 1982 leitete er das Mathematik-Department, 1985 bis 1987 war er Dekan und von 1987 bis 1990 akademischer Vizepräsident der University of Utah.

## Schriften
- The structure of convolution measure algebras. Dissertation. The Louisiana State University, 1964. Zusammenfassung in: Transactions of the American Mathematical Society. Band 119, Nr. 1, 1965, S. 150–166, ISSN 0002-9947 (JSTOR:1994236).
- Measure algebras (= Conference Board of the Mathematical Sciences, Regional conference series in mathematics. Band 16). American Mathematical Society, Providence, Rhode Island 1973, ISBN 0-8218-1666-7 (Teildigitalisat); Nachdruck: 1979.
- Several complex variables with connections to algebraic geometry and Lie groups (= Graduate studies in mathematics. Band 46). American Mathematical Society, Providence, Rhode Island 2002, ISBN 0-8218-3178-X (Teildigitalisat).
- Complex variables (= Pure and applied undergraduate texts. Band 16). American Mathematical Society, Providence, Rhode Island 2011, ISBN 978-0-8218-6901-7 (mit Bild des Autors auf der Rückseite des Buches, Teildigitalisat).
- Foundations of Analysis (= Pure and applied undergraduate texts. Band 18). American Mathematical Society, Providence, Rhode Island 2012, ISBN 978-0-8218-8984-8.